# 粵音韻彙
《粵音韻彙》是中國首部用國際音標記錄、研究粵語的著作，著者是黃錫凌。1941年由上海中華書局發行初版，1957年3月中華書局香港分局重印出版。1979年4月重排發行，1981年1月重排本再次重印，至今仍很容易在香港的書局中找到。
《粵音韻彙》全書共117頁。正文包括檢字索引、範例、粵語韻目表、粵音韻彙檢字、廣州標準音之研究等內容；卷首有容肇祖撰寫的序言，卷末有兩個附錄：一是《粵音羅馬字注音新法建議》，二是本書的英文導論和《書中使用音標說明》（英文）。
《粵音韻彙》以廣州音53個韻母為經、19個聲母為緯。書中以「粵語寬式國際音標」為注音系統，按韻母中的主要元音依次排列，同韻的字依聲母順序排列，同韻同聲的字再按聲調排列。一字多音的則加上簡單註解，如在gau下的「校」注「校對」，tsai下的「差」注「差使」。變調、讀書音、口語音、今讀、舊讀以及少數冷僻的字也分別加以註釋。
《廣州標準音之研究》一章，詳細敘述了廣州音的有關問題，著力於揭示語音變化的情況及其規律，對於聲調的複雜變化和分析尤為透闢。
本書成稿於粵語研究尚處草創的時代，以其記音準確、立論精當、敘述詳盡、易查易懂而獲得語言學界好評，對幾十年來粵音研究影響較大。
1996年開始，中文大學人文學科研究所人文電算與人文方法研究室粵音電子字典組建立《粵音韻彙》網上版，提供粵音、漢字雙向查詢，並增加聲音系統，使用十分方便。

## 本書資料
- 黃錫凌著　1941年1月初版；1993年、2001年9月再版；出版／發行：中華書局（香港）有限公司，ISBN 962-231-201-2
  - 粵音韻彙 -- 廣州標準音之研究 (重排本) （页面存档备份，存于）